# IBM AN/FSQ-7
IBM AN/FSQ-7 (AN/FSQ-7) је професионални рачунар фирме IBM који је почео да се производи у Сједињеним Америчким Државама током 1958. године.
AN/FSQ-7 је израђен за Америчко ратно ваздухопловство (USAF), за команду и навођење у полу-аутоматском систему ваздушне одбране (Semi Automatic Ground Environment (SAGE)). Израђена су укупно 52 рачунара.
Користио је 55,000 електронских цијеви у свакој јединици а RAM меморија рачунара је имала капацитет од 8892-ријечи меморије са феритним језгрима.

## Детаљни подаци
Детаљнији подаци о рачунару AN/FSQ-7 су дати у табели испод.
|                       |                                              |
| [ 1 ]                 |                                              |
| Произвођач            |                                              |
| Тип                   | професионални рачунар                        |
| Меморија              | феритна језгра, 8892-ријечи                  |
| Поријекло             | Сједињене Америчке Државе                    |
| Година                | 1958                                         |
| Тастатура             | IBM терминали                                |
| Процесор              | 55.000 електронских цијеви у свакој јединици |
| Фреквенција процесора | 75 KIPS (KiloInstructions Per Second)        |
| RAM                   | феритна језгра, 8892-ријечи                  |
| ROM                   | непознато                                    |
| Текст                 | нема                                         |
| Графика               | 256 x 256                                    |
| Боја                  | једна боја                                   |
| Звук                  | звучник                                      |
| Димензије             | 2000 m² / 275 тона                           |
| Портови               |                                              |
| Оперативни систем     |                                              |